# Comando Operacional das Forças de Intervenção
O Comando Operacional das Forças de Intervenção (COFI) foi um comando conjunto das Forças Armadas Portuguesas em Moçambique, ativo entre 1969 e 1974, durante a Guerra do Ultramar. O COFI ficou conhecido por ter sido o órgão de execução da Operação Nó Górdio.
O COFI foi criado, na dependência do Comando-Chefe das Forças Armadas em Moçambique, em novembro de 1969 para coordenar o emprego conjunto de forças do Exército, da Marinha e da Força Aérea em missões de grande envergadura, em situações de emergência e em operações especiais. 
A primeira experiência deste comando ocorreu em maio de 1970, na condução de uma operação ao longo da estrada Mueda-Mocímboa da Praia, envolvendo unidades de comandos, paraquedistas e fuzileiros, apoiadas por artilharia e aviação, a qual serviu de treino ao estado-maior do COFI e permitiu aliviar a pressão sobre um itinerário fundamental para o apoio logístico à grande operação que tomou lugar pouco tempo depois, a Operação Nó Górdio.